# Concile de Constance
Le concile de Constance (quarante-cinq sessions du 5 novembre 1414 au 22 avril 1418) est, pour l'Église catholique romaine, le XVIe concile œcuménique. Il est convoqué à Constance par l'empereur Sigismond Ier et l'antipape Jean XXIII, et présidé par le cardinal Jean Allarmet de Brogny. S'il met fin au grand schisme d'Occident, il déclare hérétiques les réformateurs John Wyclif, Jan Hus et Jérôme de Prague, et condamne ces deux derniers à être livrés au bras séculier. Ils furent brûlés vifs par ordre de l'empereur Sigismond.

## Le contexte

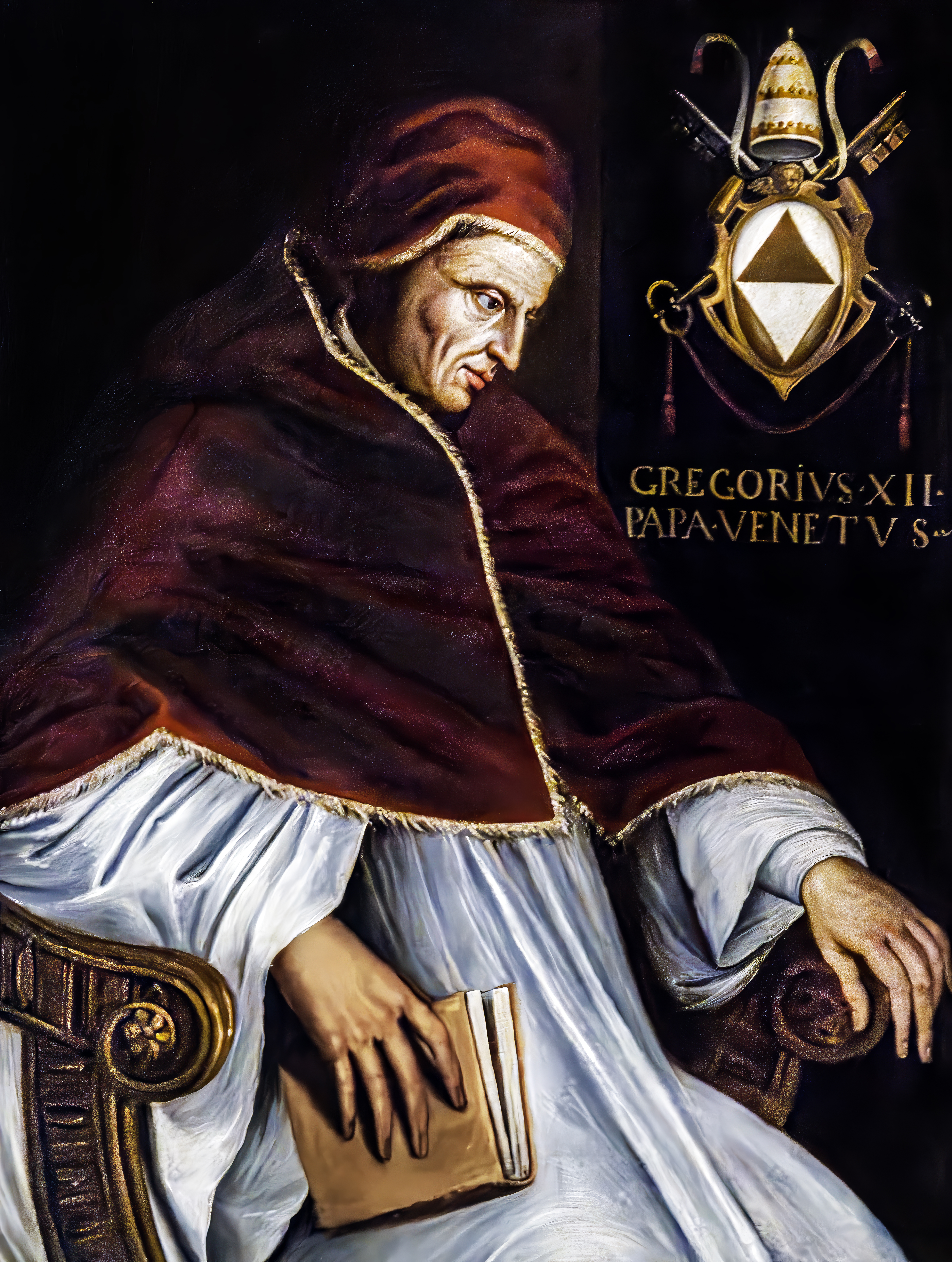
Grégoire XII avec ses armes

À la suite du concile de Pise de 1409, l'Église catholique se retrouvait avec trois papes à sa tête : Alexandre V, Benoît XIII et Grégoire XII. Durant l'été 1414, le roi d'Aragon Ferdinand Ier se réunit avec le dominicain Vincent Ferrier et Benoît XIII afin de convaincre ce dernier de démissionner. Les échanges se poursuivent jusqu'en septembre, mais sans succès.
Dans la confusion générale, l'empereur choisit de se substituer au Sacré Collège défaillant, comme certains canonistes lui en conféraient le droit. Jean XXIII, successeur d'Alexandre V, lui en fournit l'occasion : il fut vaincu par le roi de Naples, Ladislas Ier, partisan de Grégoire XII, et dut se réfugier à la cour impériale. Sigismond accepta à condition qu'un concile fût tenu dans une ville d'Empire. Il put donc annoncer que le 1er novembre 1414, le concile se réunirait à Constance.

## Le concile
Sigismond s'assura ensuite du succès du futur concile. Devant la résistance de Jean XXIII et de ses partisans italiens, il modifia le mode de scrutin. Le vote par nation remplaça le vote par tête, ne laissant à l'Italie qu'une seule voix. Comprenant son échec, Jean XXIII s'enfuit le 20 mars 1415. Les Pères conciliaires adoptèrent le 6 avril le décret Hæc sancta (de), affirmant la supériorité du concile sur le pape. Jean XXIII fut arrêté et déposé. Grégoire XII, après avoir reconvoqué le concile par la voix de son légat, démissionna par procurateur le 4 juillet 1415 au sein du concile. Sigismond fit avancer ses troupes en Espagne et au Portugal, écrasant les partisans de Benoît XIII.
Lors de ce concile eut aussi lieu le procès et la condamnation pour hérésie des réformateurs John Wyclif, Jan Hus et Jérôme de Prague. Ces deux derniers furent suppliciés sur le bûcher à onze mois d'intervalle.
Jean de Gerson fut l'un des principaux théologiens de ce Concile (procès de Jan Hus) et un acteur important de la fin du schisme.

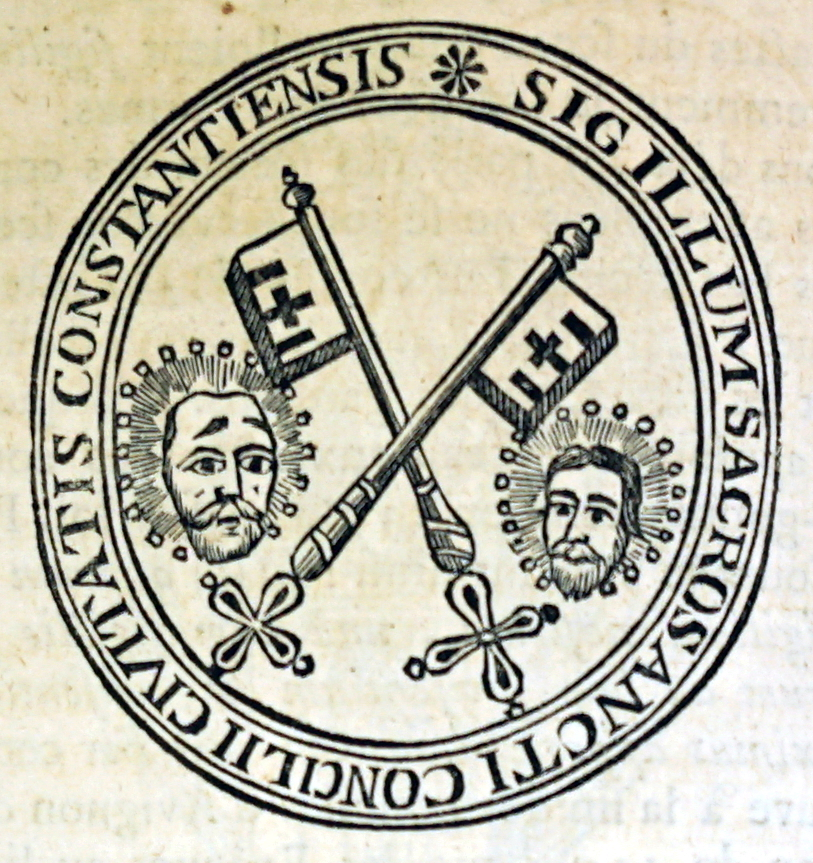
Sceau utilisé pour le concile, Nouveau traité de diplomatique.

Avant de procéder à une nouvelle élection, les Pères conciliaires s'assurèrent de leur indépendance en votant le 30 octobre 1417 le décret Frequens (de). Celui-ci disposait que le concile se réunirait de nouveau en 1423, puis en 1430, puis tous les dix ans à compter de cette date. Dès lors, le concile n'était plus soumis au bon vouloir du pape. Ceci fait, le concile élut le 11 novembre, jour de la saint Martin, le Romain Oddone Colonna, qui prit le nom de Martin V. Le nouveau pape présida alors le concile qui siégea jusqu'au 22 avril 1418. Martin V, rejetant les appels de la France à gagner Avignon, et ceux de l'Empereur à choisir une ville d'Empire, choisit de partir pour Rome, où il fit une entrée triomphale le 22 septembre 1420.

## Postérité
Le concile de Constance met fin au grand schisme d'Occident. Par son décret Frequens (de), il prévoit la tenue périodique d'un concile. Il sera donc à l'origine du concile de Bâle (1431-1449) qui soutiendra le conciliarisme.